# Александр I Добрый
Алекса́ндр I До́брый (молд. и рум. Александру чел Бун) — молдавский господарь, правитель Молдавского княжества в период 1400—1432 годов. Из династии Мушатинов.
Объявил себя Господарём 23 апреля 1399-го года. Первый документ от его имени, в статусе господаря, датируется 29 июня 1400 года. До 1408 года правил совместно со своим братом жупаном Богданом.

## Внутренняя политика
Александр Добрый осуществлял стабильную и последовательную внутреннюю политику. Именно во время его правления однозначно сформировалось политическое устройство страны. Господарь получал полную свободу действий во всех государственных и военных делах.
Александр организовал административную структуру, аналогичную, той, которая в то время существовала в Валахии; между Валахией и Молдавией была установлена граница, которая пролегла на территории нижнего течения Дуная. Александр Добрый проводил благоприятную экономическую политику; он выгодно воспользовался географическим положением Молдавского княжества, через которое проходили торговые пути, связывающие Причерноморье и Центральную Европу — взяв под свой контроль торговлю, Александр обеспечил приток значительных поступлений в казну от торговцев, проходивших через таможенные пункты Молдовы.
Александр оказал значительную поддержку церкви. В 1401 году константинопольское патриаршество признало Иосифа митрополитом Молдовы, тем самым, признав независимость молдавской православной церкви. Господарем были основаны монастыри Бистрица (1402) и Молдовица (1410). Во время правления Александра был канонизирован первый святой Молдавской православной церкви — Иоанн Сучавский Новый — мученик, который подвергся тяжким пыткам, но не отрекся от христианской веры.

## Внешняя политика
В начале своего правления Александр Добрый проводил политику сближения с Польшей. 12 марта 1402 года он заключил договор с польским королём Владиславом Ягайло, в котором признал его сюзеренитет, но без ущемления независимости Молдовы. Вместе с литовцами и поляками молдавские отряды воевали с тевтонскими рыцарями, которых поддерживал венгерский король Сигизмунд. Молдавские воины участвовали в составе союзных сил в Грюнвальдской битве (1410) и в битве при Мариенбурге (1422).
Александр Добрый поддерживал положительные отношения с господарём Валахии Мирчей Старым, который по некоторым источникам помог Александру взойти на престол Молдовы, и литовским великим князем Витовтом. Эти связи помогали Александру успешно противостоять Венгрии.
В 1420 году турки, победившие в Валахии, направляются к крепостям Килия и Четатя-Албэ, но Александр сумел отразить эту угрозу.
К концу правления Александра, литовский князь Витовт занял враждебную по отношению к нему позицию. Ухудшаются отношения с Венгрией и Валахией. Венгерский король Сигизмунд на Луцком конгрессе в 1430 году получил согласие польского короля Ягайло по вопросу о возвращении Александром Килии и части приграничных территорий Валахии. Но этого так и не произошло.

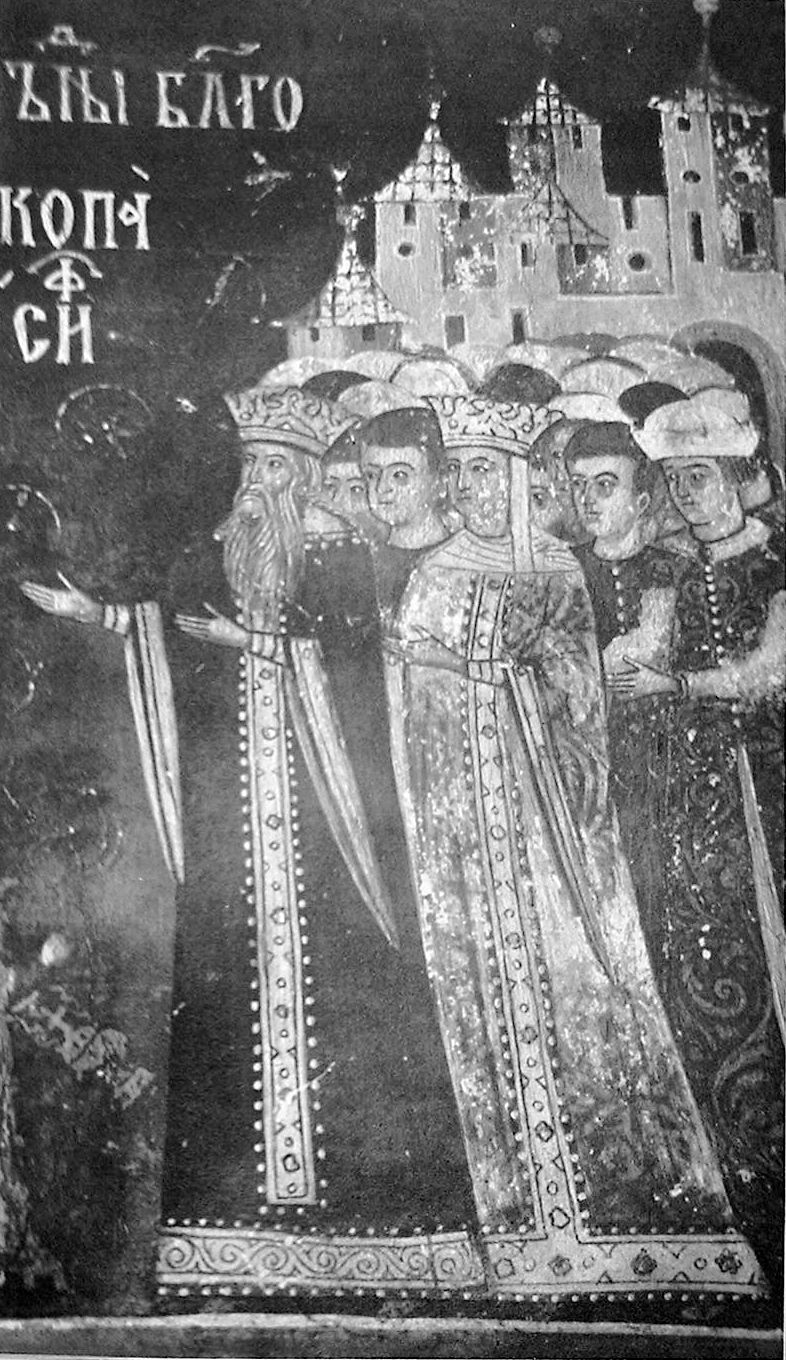
Александра Добрый и его супруга — госпожа Ана на фреске в монастыре Сучевица, уезд Сучава, Румыния.

После смерти Витовта в октябре 1430 года, Александр заключает новый договор с литовским князем Свидригайло, пришедшем на смену Витовта. Происходит сближение с Венгрией. Это привело к ухудшению молдавско-польских отношений.
Александр скончался 1 января 1432 года. После его смерти положение в стране значительно ухудшилось из-за распрей между преемниками на трон.

## Брак и семья
Александр был женат четыре раза:
1. 1394—1400 — Маргарита Банффи, дочери Иштвана Банффи;
2. c 1405 — княжна Анна Юрьевна Подольская(Неакша) (ум. 1420), внучка Кориата;
3. с 1419 (развелись в 1421) — великая княжна Римгайла Литовская, дочь Кейстута (1367/1369 — ум. 1430);
4. Марена (Марина, Мария).

Есть предположение, что существовали и пятая — Станка и ещё одна жена, имя которой неизвестно. Также предполагается что Штефан II от пятой жены. Помимо этого, были две дочери — Анастасия и Мария то ли от первой то ли от второй жены.
У Александра I Доброго было 7 детей.
От первой жены:
- Роман (ум. 1432);
- Александр (ум. 1432).

От второй жены:
- Илья I (1409−1448) — господарь Молдавского княжества в 1432—1433 и 1435—1443.

- Василисса (ум. ок. 1447) — жена Влада II, господаря Валахии
- Штефан II (ум. 1447), господарь Молдавского княжества в 1433—1435, 1436—1447.

От четвёртой жены:
- Пётр II (ум. 1449), господарь Молдавского княжества 1448—1449;
- Кьяжна (ум. 1479).

## Память
- 29 ноября 2000 года Национальным банком Молдовы была выпущена в оборот памятная монета, посвященная 600-летию восхождения на трон Александра Доброго, номинальной ценой в 100 леев[6].
- В 1995 году была выпущена почтовая марка Молдовы, посвященная Александру Доброму.
- Имя носит военная академия[англ.] в Молдавии.